# Hesel-, Brand- und Kohlmisse
Hesel-, Brand- und Kohlmisse ist ein mit Verordnung des Regierungspräsidiums Karlsruhe vom 10. Dezember 1993 ausgewiesenes Naturschutzgebiet mit der Nummer 2.169.

## Lage
Das Naturschutzgebiet befindet sich in den Naturräumen Grindenschwarzwald und Enzhöhen und Schwarzwald-Randplatten. Es liegt rund fünf Kilometer westlich der Gemeinde Oberreichenbach auf einem Hochplateau zwischen Nagold und Enz. Drei Waldmore bilden den Kernbereich des Schutzgebiets: Heselmisse (rund 50 Hektar), Brandmisse (rund 50 Hektar) und Kohlmisse (rund 54 Hektar). Das Naturschutzgebiet ist Teil des FFH-Gebiets Nr. 7317-341 Kleinenztal und Schwarzwaldrandplatten und wird im Norden, Süden und Westen flankiert vom Landschaftsschutzgebiet Nr. 2.35.027 Großes und Kleines Enztal mit Seitentälern.

## Schutzzweck
Laut Verordnung ist der Schutzzweck die Erhaltung, Entwicklung und Pflege der schon seit Jahrhunderten vom Menschen geprägten, reich strukturierten Wälder und Waldmoore der Östlichen Schwarzwald-Randplatten. Die missigen und vermoorten Bereiche dienen als Lebensraum typischer, seltener und spezialisierter Tier- und Pflanzenarten. Geschützt werden sollen insbesondere die verschiedenen Torfmoose, Tüpfelfarne, Süß- und Sauergräser, Heidekrautgewächse, Kleinsäuger, Vögel, Amphibien, Reptilien, Insekten- und Spinnentiere.

## Flora und Fauna
Das Vegetationsbild wird durch die Gewöhnliche Moosbeere und andere Säurezeiger geprägt. In den Missen des Gebiets haben Auerhuhn, Waldschnepfe und Raufußkauz ideale Lebensbedingungen.